# Football Club Internazionale 1957-1958
Questa voce raccoglie le informazioni riguardanti il Football Club Internazionale nelle competizioni ufficiali della stagione 1957-1958.

## Stagione
Con Lorenzi avviato ormai al passo d'addio, la società individuava un erede nell'oriundo Angelillo: Veleno riuscì comunque a rendersi protagonista nel derby milanese del 6 ottobre 1957, posizionando una fetta di limone sotto il dischetto del rigore e causando l'errore del milanista Cucchiaroni (vanamente avvertito dal pubblico) dagli 11 metri.
L'ex attaccante del Boca Juniors firmò a Genova una vittoria esterna che mancava all'Inter dal 3 giugno 1956, mentre una rete del toscano sbloccava il punteggio nella stracittadina del 23 febbraio 1958: la domenica seguente i nerazzurri conobbero ad Alessandria la nona sconfitta del campionato in 23 giornate, facendosi beffare dall'ex Vonlanthen in zona Cesarini.
Gli uomini di Carver finirono appaiati ai concittadini in classifica — una situazione ripetutasi solamente nel 1991 — ricevendo però un invito alla Coppa delle Fiere in rappresentanza del capoluogo lombardo, mentre durante la fase estiva della Coppa Italia il sedicenne Mario Corso esordì con una rete al Sinigaglia di Como.

## Divise
| 1ª divisa | 2ª divisa |  |

## Organigramma societario
Area direttiva
- Presidente: Angelo Moratti
- Consigliere: Giuseppe Prisco

Area tecnica
- Allenatore: Jesse Carver

Area sanitaria
- Massaggiatore: Bartolomeo Della Casa

## Rosa

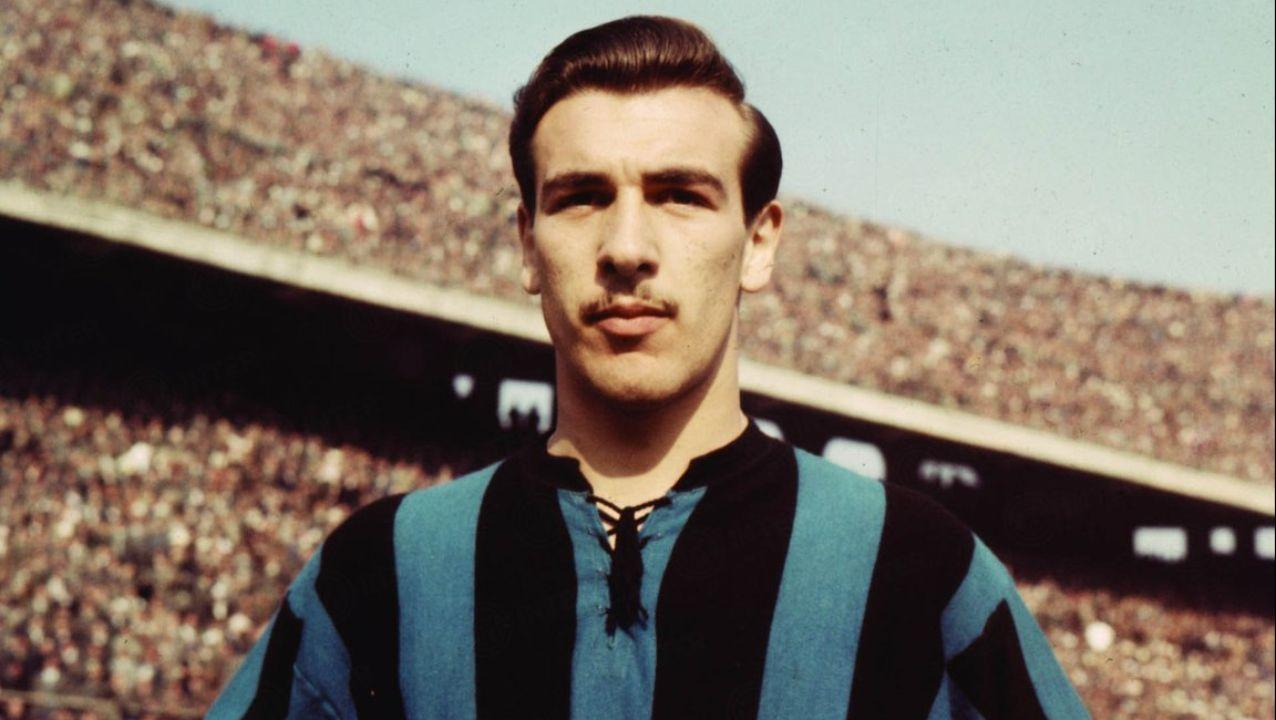
Il neoacquisto Antonio Angelillo, primatista stagionale di presenze e reti in maglia nerazzurra.

| N. |                   | Ruolo | Calciatore          |
| -- | ----------------- | ----- | ------------------- |
|    | Italia (bandiera) | P     | Enzo Matteucci      |
|    | Italia (bandiera) | P     | Giorgio Ghezzi      |
|    | Italia (bandiera) | P     | Claudio Bandoni     |
|    | Italia (bandiera) | D     | Giorgio Bernardin   |
|    | Italia (bandiera) | D     | Bruno Bolchi        |
|    | Italia (bandiera) | D     | Guido Vincenzi      |
|    | Italia (bandiera) | D     | Livio Fongaro       |
|    | Italia (bandiera) | D     | Ambrogio Valadè     |
|    | Italia (bandiera) | D     | Vasco Tagliavini    |
|    | Italia (bandiera) | C     | Mario Corso         |
|    | Italia (bandiera) | C     | Enea Masiero        |
|    | Italia (bandiera) | C     | Giovanni Invernizzi |
|    | Svezia (bandiera) | C     | Lennart Skoglund    |
|    | Italia (bandiera) | C     | Aldo Dorigo         |

| N. |                      | Ruolo | Calciatore               |
| -- | -------------------- | ----- | ------------------------ |
|    | Italia (bandiera)    | C     | Claudio Guglielmoni      |
|    | Italia (bandiera)    | C     | Arcadio Venturi          |
|    | Italia (bandiera)    | C     | Egisto Pandolfini        |
|    | Italia (bandiera)    | C     | Giorgio Tinazzi          |
|    | Italia (bandiera)    | A     | Benito Lorenzi           |
|    | Uruguay (bandiera)   | A     | Washington Cacciavillani |
|    | Argentina (bandiera) | A     | Antonio Angelillo        |
|    | Italia (bandiera)    | A     | Mauro Bicicli            |
|    | Argentina (bandiera) | A     | Oscar Massei             |
|    | Italia (bandiera)    | A     | Giorgio Barbolini        |
|    | Italia (bandiera)    | A     | Roberto Poluzzi          |
|    | Italia (bandiera)    | A     | Renzo Rovatti            |
|    | Italia (bandiera)    | A     | Marco Savioni            |

## Risultati

### Serie A

#### Girone di andata
| Milano 8 settembre 1957 1ª giornata | Inter        | 0 – 0 | Torino | Stadio San Siro\| Arbitro: \| Adami (Roma) \| |
| Arbitro:                            | Adami (Roma) |       |        |                                               |

| Arbitro: | Pieri (Trieste) |

|                       |           |  |
| Prenna 9’ Rozzoni 78’ | Marcatori |  |

| Arbitro: | Mayer |

|                                                 |           |                          |
| Angelillo 3’, 61’, 77’ Lorenzi 11’ Skoglund 44’ | Marcatori | 53’ Selmosson 54’ Burini |

| Padova 29 settembre 1957 4ª giornata | Padova            | 0 – 0 | Inter | Stadio Silvio Appiani\| Arbitro: \| Marchese (Napoli) \| |
| Arbitro:                             | Marchese (Napoli) |       |       |                                                          |

| Arbitro: | Lo Bello (Siracusa) |

|                     |           |  |
| Vincenzi 54’ (rig.) | Marcatori |  |

| Arbitro: | Rigato (Mestre) |

|             |           |            |
| Tinazzi 87’ | Marcatori | 59’ Vitali |

| Arbitro: | Jonni (Macerata) |

|          |           |  |
| Conti 7’ | Marcatori |  |

| Arbitro: | Lo Bello (Siracusa) |

|                            |           |            |
| Charles 4’, 52’ Sivori 87’ | Marcatori | 3’ Lorenzi |

| Arbitro: | Jonni (Macerata) |

|            |           |  |
| Lorenzi 7’ | Marcatori |  |

| Arbitro: | Bonetto (Torino) |

|  |           |                    |
|  | Marcatori | 31’, 62’ Angelillo |

| Arbitro: | Annoscia (Bari) |

|  |           |                |
|  | Marcatori | 55’ Pantaleoni |

| Firenze 24 novembre 1957 12ª giornata | Fiorentina      | 0 – 0 | Inter | Stadio Comunale\| Arbitro: \| Maurelli (Roma) \| |
| Arbitro:                              | Maurelli (Roma) |       |       |                                                  |

| Arbitro: | Marchese (Napoli) |

|                        |           |  |
| Campana 51’ Fusato 52’ | Marcatori |  |

| Arbitro: | Menchini (Udine) |

|              |           |  |
| Skoglund 46’ | Marcatori |  |

| Arbitro: | Lo Bello (Siracusa) |

|  |           |             |
|  | Marcatori | 17’ Rovatti |

| Arbitro: | Jonni (Macerata) |

|  |           |             |
|  | Marcatori | 79’ Pesaola |

| Arbitro: | Rigato (Mestre) |

|  |           |                  |
|  | Marcatori | 17’, 87’ Maschio |

#### Girone di ritorno
| Arbitro: | Moriconi (Roma) |

|                            |           |                                |
| Armano 17’ (rig.) Arce 64’ | Marcatori | 40’, 86’ Masiero 73’ Angelillo |

| Arbitro: | Marchese (Napoli) |

|                                              |           |  |
| Bicicli 6’ Angelillo 51’, 74’ Pandolfini 80’ | Marcatori |  |

| Arbitro: | Pieri (Trieste) |

|                                |           |               |
| Burini 7’ Tozzi 17’ Pozzan 74’ | Marcatori | 62’ Angelillo |

| Milano 16 febbraio 1958 21ª giornata | Inter   | 0 – 0 | Padova | Stadio San Siro\| Arbitro: \| Lemesic \| |
| Arbitro:                             | Lemesic |       |        |                                          |

| Arbitro: | Jonni (Macerata) |

|                       |           |                         |
| Galli 37’ Mariani 54’ | Marcatori | 26’ Lorenzi 62’ Masiero |

| Arbitro: | Maurelli (Roma) |

|                             |           |             |
| Castaldo 21’ Vonlanthen 90’ | Marcatori | 72’ Bicicli |

| Arbitro: | Annoscia (Bari) |

|               |           |            |
| Angelillo 73’ | Marcatori | 64’ Ronzon |

| Arbitro: | Marchese (Napoli) |

|                                |           |                        |
| Lorenzi 5’ Vincenzi 48’ (rig.) | Marcatori | 38’ Sivori 51’ Charles |

| Arbitro: | Adami (Roma) |

|                           |           |                                           |
| Ghiandi 77’ Gundersen 83’ | Marcatori | 4’ Bicicli 27’ Tinazzi 37’, 90’ Angelillo |

| Arbitro: | Liverani (Torino) |

|                    |           |                         |
| Angelillo 20’, 31’ | Marcatori | 39’ Firmani 56’ Bolzoni |

| Arbitro: | Angelini (Firenze) |

|               |           |             |
| Pentrelli 43’ | Marcatori | 53’ Bicicli |

| Arbitro: | Pieri (Trieste) |

|  |           |              |
|  | Marcatori | 51’ Bizzarri |

| Arbitro: | Famulari (Messina) |

|               |           |  |
| Angelillo 81’ | Marcatori |  |

| Genova 4 maggio 1958 31ª giornata | Genoa            | 0 – 0 | Inter | Stadio Luigi Ferraris\| Arbitro: \| Bonetto (Torino) \| |
| Arbitro:                          | Bonetto (Torino) |       |       |                                                         |

| Arbitro: | Fornari (Bologna) |

|                      |           |              |
| Angelillo 69’ (rig.) | Marcatori | 52’ Da Costa |

| Arbitro: | Orlandini (Roma) |

|             |           |  |
| Betello 12’ | Marcatori |  |

| Arbitro: | Maurelli (Roma) |

|               |           |  |
| Pivatelli 20’ | Marcatori |  |

### Coppa Italia

#### Fase a gironi
| Arbitro: | Ubezio (Novara) |

|             |           |                                    |
| Lorenzi 88’ | Marcatori | 28’, 65’, 86’ Carminati 57’ Borghi |

| Arbitro: | Bonetto (Torino) |

|                                       |           |                         |
| Cucchiaroni 27’ Danova 46’ Grillo 86’ | Marcatori | 37’ Savioni 58’ Tinazzi |

| Arbitro: | De Magistris (Torino) |

|                                                    |           |  |
| Massei 53’ Guglielmoni 56’ Tinazzi 66’ (rig.), 84’ | Marcatori |  |

| Arbitro: | Gambarotta (Genova) |

|                    |           |                                                 |
| Maestri 67’ (rig.) | Marcatori | 9’ Guglielmoni 19’ Tinazzi 50’ (aut.) Carminati |

| Arbitro: | Angelini (Firenze) |

|            |           |            |
| Massei 61’ | Marcatori | 13’ Danova |

| Arbitro: | Gazzano (Genova) |

|  |           |                                     |
|  | Marcatori | 52’ Lorenzi 83’ Corso 90’ Barbolini |

## Statistiche

### Statistiche di squadra
| Competizione | Punti | In casa | In casa | In casa | In casa | In casa | In casa | In trasferta | In trasferta | In trasferta | In trasferta | In trasferta | In trasferta | Totale | Totale | Totale | Totale | Totale | Totale | D.R. |
| Competizione | Punti | G       | V       | N       | P       | Gf      | Gs      | G            | V            | N            | P            | Gf           | Gs           | G      | V      | N      | P      | Gf     | Gs     | D.R. |
| ------------ | ----- | ------- | ------- | ------- | ------- | ------- | ------- | ------------ | ------------ | ------------ | ------------ | ------------ | ------------ | ------ | ------ | ------ | ------ | ------ | ------ | ---- |
| Serie A      | 32    | 17      | 6       | 7       | 4       | 20      | 14      | 17           | 4            | 5            | 8            | 16           | 22           | 34     | 10     | 12     | 12     | 36     | 36     | 0    |
| Coppa Italia | 7     | 3       | 1       | 1       | 1       | 6       | 5       | 3            | 2            | 0            | 1            | 8            | 4            | 6      | 3      | 1      | 2      | 14     | 9      | 5    |
| Totale       | -     | 20      | 7       | 8       | 5       | 20      | 19      | 20           | 6            | 5            | 9            | 24           | 26           | 40     | 13     | 13     | 14     | 50     | 45     | 5    |

### Statistiche dei giocatori
Fonte:
| Giocatore        | Serie A  | Serie A | Coppa Italia | Coppa Italia | Totale   | Totale |
| Giocatore        | Presenze | Reti    | Presenze     | Reti         | Presenze | Reti   |
| ---------------- | -------- | ------- | ------------ | ------------ | -------- | ------ |
| A. Angelillo     | 34       | 16      | 0            | 0            | 34       | 16     |
| C. Bandoni       | 0        | 0       | 1            | -1           | 1        | -1     |
| G. Barbolini     | 0        | 0       | 2            | 1            | 2        | 1      |
| G. Bernardin     | 19       | 0       | 6            | 0            | 25       | 0      |
| M. Bicicli       | 28       | 4       | 0            | 0            | 28       | 4      |
| B. Bolchi        | 1        | 0       | 2            | 0            | 3        | 0      |
| W. Cacciavillani | 1        | 0       | 0            | 0            | 1        | 0      |
| M. Corso         | 0        | 0       | 2            | 1            | 2        | 1      |
| A. Dorigo        | 20       | 0       | 5            | 0            | 25       | 0      |
| L. Fongaro       | 34       | 0       | 0            | 0            | 34       | 0      |
| G. Ghezzi        | 17       | -20     | 2            | -7           | 19       | -27    |
| G. Invernizzi    | 28       | 0       | 2            | 0            | 30       | 0      |
| C. Guglielmoni   | 0        | 0       | 3            | 2            | 3        | 2      |
| B. Lorenzi       | 16       | 5       | 6            | 2            | 22       | 7      |
| E. Masiero       | 28       | 3       | 0            | 0            | 28       | 3      |
| O. Massei        | 12       | 0       | 6            | 2            | 18       | 2      |
| E. Matteucci     | 17       | -16     | 4            | -1           | 21       | -17    |
| E. Pandolfini    | 10       | 1       | 0            | 0            | 10       | 1      |
| R. Poluzzi       | 1        | 0       | 0            | 0            | 1        | 0      |
| R. Rovatti       | 5        | 1       | 0            | 0            | 5        | 1      |
| M. Savioni       | 0        | 0       | 6            | 1            | 6        | 1      |
| L. Skoglund      | 22       | 2       | 0            | 0            | 22       | 2      |
| V. Tagliavini    | 15       | 0       | 0            | 0            | 15       | 0      |
| G. Tinazzi       | 12       | 2       | 6            | 4            | 18       | 6      |
| A. Valadè        | 6        | 0       | 6            | 0            | 12       | 0      |
| A. Venturi       | 20       | 0       | 5            | 0            | 25       | 0      |
| G. Vincenzi      | 28       | 2       | 6            | 0            | 34       | 2      |